# ثوفري
بلدية سُخْر أو (نقحرة: ثوفري) (بالإسبانية: Zufre) هي بلدية تقع في مقاطعة ولبة التابعة لمنطقة أندلوسيا جنوب إسبانيا.

## الديموغرافيا
بلغ عدد سكان بلدية سُخر 930 نسمة عام 2011 (وفقاً للمعهد الوطني الإسباني للإحصاء).
| 1.146 | 1.112 | 976 | 968 | 987 | 973 | 930 |